# Allègre
Allègre è un comune francese di 1 020 abitanti situato nel dipartimento dell'Alta Loira della regione dell'Alvernia-Rodano-Alpi.

## Monumenti e luoghi di interesse
- Castello di Allègre

## Società

### Evoluzione demografica
Abitanti censiti